# Nototropis minikoi
Nototropis minikoi is een vlokreeftensoort uit de familie van de Atylidae. De wetenschappelijke naam van de soort is voor het eerst geldig gepubliceerd in 1905 door A.O. Walker.